# Барласи
Барласи (Барлас, Барулас, Борулас, Барлос, Борілас, узб. Barlos, уйг. بارلاس, каз. Барлас) — одне з тюркських і монгольських племен, що брало участь у походах Чингісхана.
Здебільшого мають тюркське походження й асимілювались у складі узбецького етносу, ставши його етнографічною групою. Барласи зазначені в списку 92 узбецьких племен, складених у Мавераннахрі, наприклад, у списку з рукопису 4330.3 зі збірки Інституту сходознавства Узбекистану.

## Походження

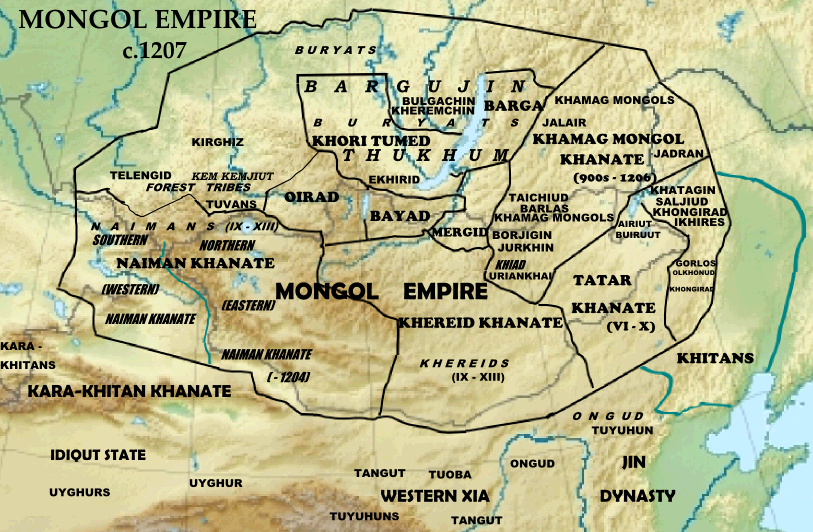
Монгольська імперія бл. 1207

Згадка про барласів є також у Таємній історії монголів і в «Алтан дебтер», витяги з якої наводив Рашид ад-Дін. На думку останнього рід Барлас походить від роду Борджигін, заснованого Бодончаром. Від Бодончара, який народився 970 року, ведеться родинне Золоте дерево, з якого вийшов Тимур.
Етнонім барлас відомий з часів Чингісхана. Рашид ад-Дін писав, що 4-тисячне військо, що його виділив Чингісхан своєму сину Чаґатаю, складалось, зокрема, з барласів і що, як і джалаїри, вони були первинно монгольським племенем під назвою барулос.

## Історія
Первинно барласи населяли території сучасної Монголії. На думку деяких дослідників барласи були одним з ранніх і могутніх тюркських племен, що увійшли до складу узбеків.
Більшість джерел подають барласів як плем'я, тюркизоване у другій половині XIII століття й таке, що до XIV століття вже цілком спілкувалось тюркською чагатайською мовою (також називається староузбецькою та староуйгурською). Частина барласів переселилась до оаз Середньої Азії після 1266 року. В основному вони розмістились на території Кеша (сучасний Шахрисабз).
Барласи сягнули піку могутності за правління Тамерлана (1370—1405) й Тимуридів (1405—1507) у Мавераннахрі й Хорасані. Сам Тимур походив з роду барласів і під час своїх походів спирався на барлаських воєначальників, хоч у його війську були представлені різні тюркські племена й роди. Барласи оселились в Кашкадар'їнській оазі у першій половині XIV століття. За покровительства Тамерлана барласи почали переселятись і до інших регіонів. Відомо, що й після смерті Тамерлана барласи займали почесне положення в державах Тимуридів. На початку XVI століття частина барласів разом з Бабуром, після розгрому його військ дашті-кипчакськими узбеками, вирушила в Афганістан.
1406 року у війську онука Тимура Умара, правителя Азербайджану, загинула більша частина чоловічого населення племені барласів. Знищив їх Абу Бакр-мірза, інший онук Тимура, правитель західного Ірану. 1427 року війська Улугбека розбила армія чингізида Барак-хана.
У XVI столітті барласи жили на лівому та правому берегах Амудар'ї. До того часу плем'я виросло за рахунок приєднання до нього інших племен, оскільки вступати в союз з ним вважалось престижним. Втім у подальшому, після встановлення влади Шибанідів, барласи втратили свої позиції.
За часів Бухарського ханства частина барласів продовжувала вести напівкочовий образ життя й займатись тваринництвом, зберігаючи свою назву й традиційну внутрішню єдність. Це виявлялось в укладенні шлюбів переважно між членами племені, а також у володінні особливим красномовством, що було своєрідною «візитівкою» членів племені барлас.
Барласи Шахрисабзу, що розташований поряд із Самаркандською областю, навпаки вважають, що їхні пращури тривалий час жили в Гісарі, після чого повернулись до своїх рідних місць — Кашкадар'їнську оазу. Серед жителів села Юкорі Тарагай (Кашкадар'я) існує легенда, що в минулому вони залишили ті місця й вирушили в Гісар, звідки повернулись тільки на початку XIX століття. Інші джерела зазначають, що в середині XVIII століття мангут Мухаммад Рагім переселив близько 20 тисяч родин барласів на території Самарканда й Шахрисабза.

## Сучасність
Рід барлас поширений серед халха-монголів у Монголії.
До початку XX століття в Мавераннахрі їх залишалось небагато, багато хто з них був асимільований чи переселився до Афганістану, Пакистану й Північної Індії. 1920 року барласи були зафіксовані майже виключно в гірських районах Самаркандській області й Шахрисабзькій оазі. Барласи також жили в Гісарській долині.
Доволі численна група барласів — нащадків переселенців з басейну Кашкадар'ї, утворила у першій половині XIX століття на схід від Пенджикента компактну групу поселень із центром в Суджині. На південь від того поселення, в Магіані, вони утворили село Чорбог, а на північ, в Афтобруї — село Юкарі-кишлак (Турки дач).
Нині в Самаркандській, Кашкадар'їнській областях збереглись етнічні назви барласів, але в інших регіонах Узбекистану назва барлос зустрічається тільки у формі етнотопоніма, наприклад село Барлас Саріасійського району Сурхандар'їнської області. Невелика група катаганів села Катаган Кашкадар'їнської області називає себе барласами, а місце свого проживання — барлоступ.
За даними перепису населення Таджикистану 2010 року чисельність барласів у країні становила 5271 осіб.
Присутність барласів відзначається також і в національному складі Баткенської області Киргизстану.